# یاورووو
یاورووو (به لاتین: Yavorovo) یک منطقهٔ مسکونی در بلغارستان است که در شهرستان چرنوچن واقع شده‌است. یاورووو ۴٫۴۰۲ کیلومتر مربع مساحت و ۱۵۸ نفر جمعیت دارد.